# IJdoorn
IJdoorn is een buitendijkse polder bij Durgerdam aan de (voormalige) Zuiderzee. Na de Sint-Elisabethsvloed in de 15e eeuw werd een zeedijk aangelegd. In de bocht van die dijk ontstond het dorp Durgerdam. De oorspronkelijke naam, in de loop der eeuwen verbasterd, luidde Ydoornickerdam, naar het door de Sint-Elisabethsvloed verzwolgen gehucht IJdoorn. Dit gehucht bevond zich bij het Vuurtoreneiland. De polder is eigendom van de Vereniging Natuurmonumenten.

## Natuurinrichting

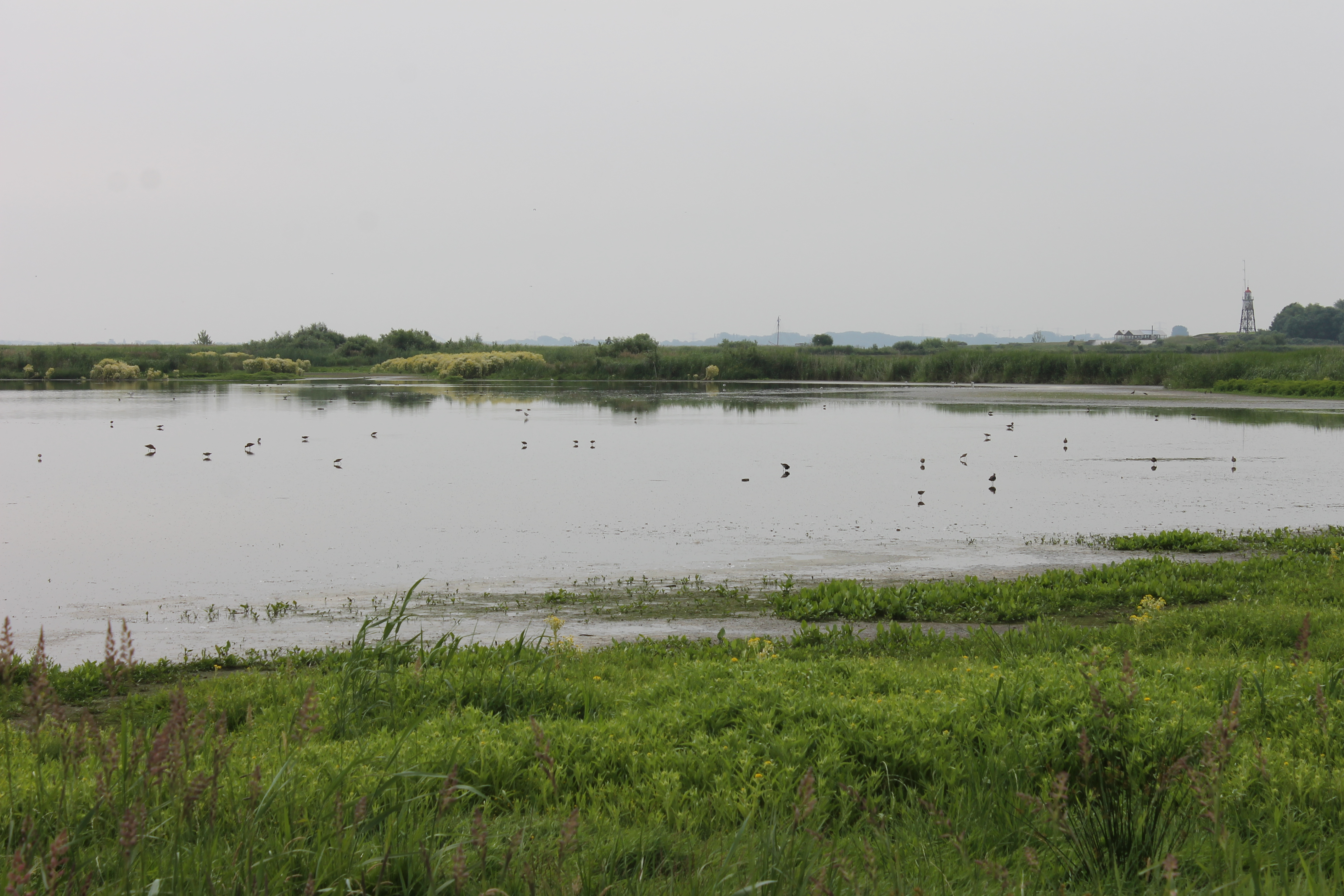
Vogels in een ondiepe plas in de polder.

In de periode 2011-2012 voerde Natuurmonumenten verschillende ingrepen door in de polder om het gebied aantrekkelijker te maken voor weidevogels. Hiervoor werd onder andere het riet gemaaid, rasters en een vogelkijkhut geplaatst, gebaggerd en het dijkje hersteld. Dit resulteerde in een grote aanwezigheid van dotterbloemen in het gebied. Deze aanpassingen waren mede mogelijk gemaakt door financiële bijdragen van Inrichting Landelijk Gebied van Provincie Noord-Holland en het Natuurontwikkelingsfonds IJmeer.

## Fauna
De polder is een belangrijke broedplaats voor verschillende weidevogels zoals kievit, tureluur, grutto en bruine kiekendief. Daarnaast komen ook noordse woelmuizen, lepelaars, stekelbaarzen, ijsvogels en ringslangen in het gebied voor.

## Flora
In het natuurgebied komen onder andere dotterbloem, gele lis, heemst en rietorchis voor.